# Ulf Bruno Lindström
Ulf Bruno (U.B.) Lindström, född 26 januari 1937 i Helsingfors, är en finländsk husdjursgenetiker. 
Lindström agronomie- och forstdoktor 1969. Han var forskare vid Lantbrukets forskningscentral 1968–1977, chef för dess avdelning för husdjursförädling 1977–1981, professor i husdjursförädling vid Helsingfors universitet 1980–1983 och generalsekreterare för Finlands UNICEF 1984–1998. Han har skrivit vetenskapliga artiklar på husdjursavelns och -genetikens område samt populärartiklar i fack- och dagspressen om bland annat jordbruk, ekologi, genetik och u-landsförhållanden.